# SHARAD

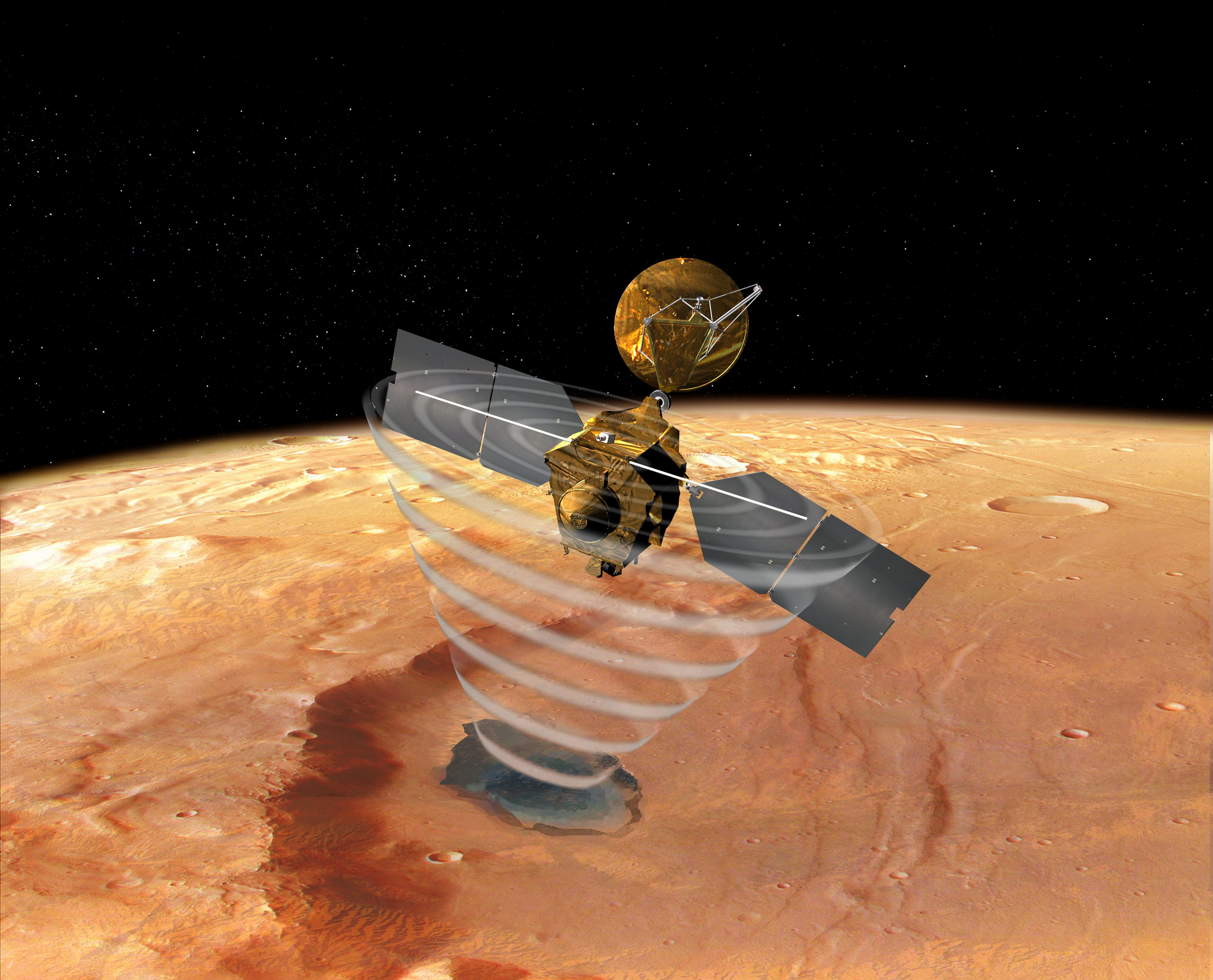
MRO использует SHARAD, чтобы «заглянуть» под поверхность Марса в представлении художника.

SHARAD (Mars SHAllow RADar sounder) — радіолокатор підземного зондування, встановлений на борту космічного апарата Mars Reconnaissance Orbiter. SHARAD працює в парі з радіолокатором MARSIS, встановленому на космічному апараті Марс-експрес, який має більш низьку роздільну здатність, але здатний проникати на набагато більшу глибину.
SHARAD створений Італійським космічним агентством. Управління радіолокатором здійснює Alcatel Alenia Space, що знаходиться в передмісті Рима.

## Наукові цілі
SHARAD призначений для дослідження внутрішньої структури марсіанських полярних шапок, а також збору даних про підземні поклади льоду, скелях і, можливо, рідкої воді, яка в якийсь момент часу може знаходиться на поверхні Марса.

## Пристрій
SHARAD використовує ВЧ-радіохвилі в діапазоні між 15 і 25 МГц, що дозволяє йому вдивлятися на глибину від 7 м до 1 км. Дозвіл по горизонталі базується від 0,3 до 3 км. Тривалість імпульсу становить 85 мкс, а номінальна частота повторення імпульсів — 700,28 Гц. Передана потужність становить 10 Вт SHARAD використовує 10-м діполь — антену. Метод зондування —  Радіолокаційне синтезування апертури, яке дозволяє отримувати радіолокаційні зображення марсіанської поверхні і знаходяться на ній, незалежно від метеорологічних умов і рівня природної освітленості місцевості з детальністю, порівнянної з аерофотознімками.
SHARAD складається з двох частин:
- SEB (SHARAD електронний блок) — в ньому міститься вся електроніка (датчики, передавачі і т. д.), Блок закріплений на металевому каркасі, який діє як тепловий випромінювач для внутрішніх електронних систем.

- Антена, що складається з двох шарів волокна, складена і загорнута в спеціальний захист, який являє собою теплоізоляційний матеріал, створений з метою запобігання нагріву компонентів радіолокатора при атмосферному гальмуванні. Після скидання захисту, антена розпрямляється тільки завдяки пружності матеріалу з якого вона складається. Металевий дріт, який знаходиться всередині непровідної труби, являє собою реальний випромінюючий елемент антени.

За створення компонентів SHARAD відповідали:
- Прилад проектування — Alcatel Alenia Space;
- DES (Цифрові електронні підсистеми) — Alcatel Alenia Space;
- Щільовий генератор, приймач — Alcatel Alenia Space;
- Передавач — Galileo Avionica;
- Антена: Astro Aerospace.

## Історія
Перші розробки радіолокатора почалися 2001 році, і тільки в лютому 2003 року він був створений. У березні 2004 року тестова модель радіолокатора була доставлена в Lockheed Martin Space Systems, Денвер. Дослідний зразок радіолокатора був доставлений у вересні 2004 року для установки на космічний апарат Mars Reconnaissance Orbiter. MRO був запущений 12 серпня 2005 з мису Канаверал, ракетою-носієм Atlas V-401, і 10 березня 2006 апарат досяг орбіти Марса. Цикли аеродинамічного гальмування, необхідні для досягнення робочої орбіти, тривали до 30 серпня 2006 року. 17 вересня 2006, антена SHARAD була розгорнута, перший тест був успішно проведений 19 вересня. Експлуатація SHARAD почалася з листопада 2006 року.

## Результати
SHARAD проникав у північну полярну шапку Марса і її шаруваті відкладення льоду, дослідження показали відносно невелику (близько 100 метрів) глибину відкладень порід, даний факт свідчить про потужність літосфери, товщина якої оцінюється більш ніж в 300 км. Радіолокатор виявив величезні поклади водяного льоду в середніх широтах Марса, що підтверджує гіпотезу про те, що на планеті недавно був льодовиковий період.